# Agrotini
De Agrotini zijn een geslachtengroep van vlinders in de Familie uilen (Noctuidae).

## Ondergeslachtengroepen
- Agrotina
- Austrandesiina